# Antoon Dieusaert
Antoon Dieusaert (Gent, 11 augustus 1940) was een Belgisch bestuurder.

## Levensloop
Hij studeerde aan de Katholieke Universiteit Leuven waar hij afstudeerde als doctor in de rechten. Tevens studeerde hij aan INSEAD, een managementschool te Fontainebleau.
In de jaren 60 ging hij aan de slag bij BASF. Voor dit chemieconcern stond hij van 1985 tot 1990 aan het hoofd van de Argentijnse vestiging en van 1991 tot juli 2003 was hij gedelegeerd bestuurder van de Antwerpse vestiging. Tevens was hij er van 24 februari 2003 tot eind 2004 voorzitter van de raad van bestuur . Hij werd door John Dejaeger opgevolgd als gedelegeerd bestuurder en voorzitter van het directiecomité.
In 2002 volgde hij Jacques Van Bost op als voorzitter van FEDICHEM. Zelf werd hij in deze hoedanigheid opgevolgd door Ben Van Assche in 2005. Daarnaast was hij vanaf 1993 ondervoorzitter van het uitvoerend bestuur van het Vlaams Economisch Verbond (VEV) en vanaf maart 2000 voorzitter van de raad van bestuur van Export Vlaanderen.
In maart 1998 werd hij benoemd tot adviseur buitenlandse handel op voordracht van toenmalig vicepremier en minister van Financiën en Buitenlandse handel Philippe Maystadt.
In oktober 2005 maakte hij bekend lid te zijn van de N-VA. Voor deze partij stond hij bij de lokale verkiezingen van 2006 te Brecht op de 28e plaats op de CD&V-N-VA-kieslijst. Hij werd niet verkozen.
Hij was ook onafhankelijk bestuurder van Tractebel.